# Tamási
Tamási é uma cidade da Hungria, situada no condado de Tolna. Tem 111,95 km² de área e sua população em 2019 foi estimada em 7.986 habitantes.